# 머스킷

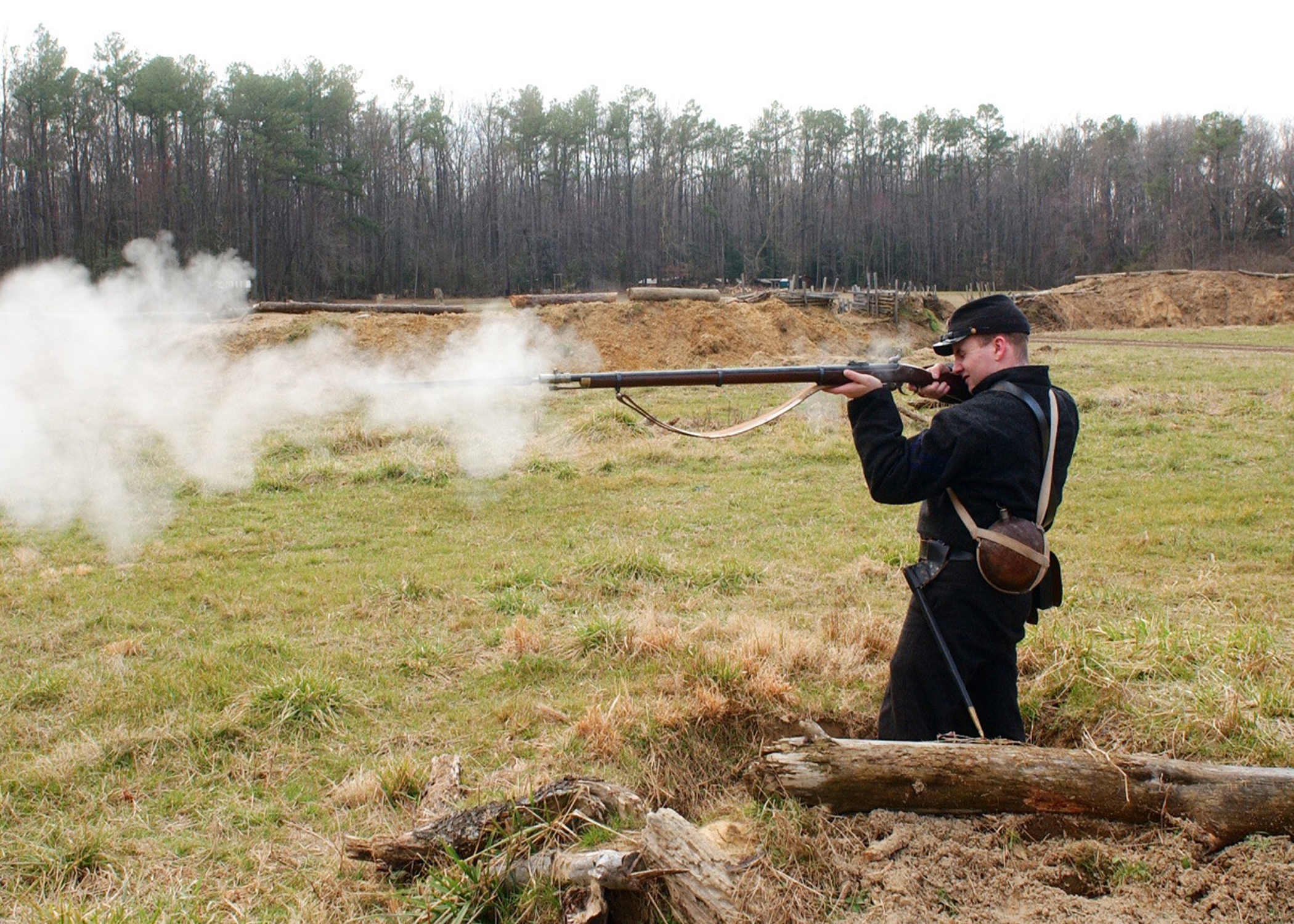
미국의 남북전쟁 당시 사용했던 머스킷

머스킷(musket)은 원시적 화승총인 아쿼버스의 개량형으로, 보다 긴 총신을 가진 전장식 화기이며 총신은 후대의 라이플과 달리 강선이 없는 활강식이다. 머스킷은 1611년 네덜란드에서 처음 사용되어 17세기 중반에 루이 14세가 스페인과의 전쟁에서 위력을 보고 유럽에 널리 쓰여지게 됐다. 기존 화승총의 단점을 보안하였고 18세기 후반 나폴레옹 전쟁때 뇌관이 발명되어 머스킷은 소총으로 대체가 된다
일반적으로 머스킷은 라이플로 대체된 것으로 알려져 있으나, 18세기 후반부터 사용된 전장식이면서 강선이 있는 총기를 라이플머스킷으로 불러왔던 만큼 강선의 유무가 머스킷이나 라이플이냐를 구분하는 정확한 지점은 아니다.

## 역사
초창기 머스킷은 아쿼버스에 비해 긴 총신을 가졌기 때문에 보다 정확하고 위력이 높은 화기로 여겨졌으며, 단순히 손으로 들고 쏘던 아쿼버스와 달리 전용의 받침대로 받쳐두고 사격했다. 이 받침대는 종종 꽂을대로 사용되었다. 이후 아쿼버스가 사라져가고 머스킷이 개인화기의 주류가 되면서 꽂을대 겸용의 총 받침대는 사라졌다. 발화방식은 초기에 화승식에서 부싯돌 방식으로 변경되었고, 18세기 말에서 19세기 초에 이르면 총의 중량도 가벼워졌고, 보다 중요한 변경은 머스킷에 대검이 결합 되면서 파이크의 존재가 유명 무실해졌고, 결국 서구 군대에서 창병이 사라지게 되는 계기가 되었다.
동양에서는 아쿼버스류인 종자도총, 조총 등이 주류였고 궁시병기와 창이 19세기 까지도 여전히 사용되었지만, 서구의 머스킷에 대응되는 장총신화기 역시 여러목적으로 사용되었다. 특히 성에 거치해두고 장거리에서 적을 사살하는 천보총류의 화기가 중국과 한국에서 많이 사용되었다.
북아메리카 식민지 등지에서는 주로 사냥용으로 보다 정밀한 사격이 가능한 라이플이 종종 사용되었으나, 당시 군대에서는 라이플의 느린 장전속도와 보다 소구경인 특성 때문에 군용으로는 부적합하다고 여겨왔다. 그러나 미국독립전쟁에서 라이플에 익숙한 사냥꾼 출신자들이 미국 독립군과 영국군 양쪽에서 복무하면서 장교나 부사관, 기수나 고수, 나팔수 같은 중요목표를 제거하는데 투입되면서 라이플의 위력을 보여주었고, 이 때문에 영국 등지에서는 라이플 부대가 조직되었는데 이들은 척후, 저격, 정찰 등의 임무에 투입되어 현대의 특수부대와 유사한 목적으로 운용되었으나, 여전히 당대 기술수준에서 일반적인 활강식 머스킷 만큼의 연사력을 내는 것이 불가능했고, 대열을 이루는 라인배틀이 중심인 상황에서 불리한 점도 많아서 보병화기의 주류가 되지는 못했다.
그러나 19세기 중반이 되면서 뇌홍을 이용한 뇌관이 부싯돌 발화방식을 대체하고, 기술의 발달로 라이플 총신의 제조 비용이 내려간데다가 미니에식 원추형 탄환이 등장하면서 라이플이 과거 활강식 머스킷에 뒤지지 않는 장전속도를 낼 수 있게 되자 점차 활강식 머스킷은 라이플 머스킷으로 대체되어 갔다. 이러한 라이플 머스킷은 활강식에 비해 뛰어난 명중률을 보여주었기 때문에 미국 남북전쟁과 크림전쟁에서 과거의 전쟁과는 비교가 되지 않는 단시간 대량 살상능력을 드러내었다. 따라서 전쟁의 방식은 과거의 라인배틀식 회전이 아니라 참호에 의존하면서 소규모 분대단위의 산병전을 벌이는 식으로 변화되어갔다.
그러나 라이플 머스킷의 시대는 이미 모습을 드러내기 시작한 탄피의 등장으로 저물게 되는데 이는 기술의 문제로 총신 뒷부분의 밀폐가 완벽하게 되지 않아 화력의 누출이 일어났던 과거의 후장식 총기의 문제점을 탄피가 확실하게 보완해 주었기 때문이다. 탄피의 등장은 군용화기의 중심을 라이플 머스킷에서 후장식 단발 라이플로 바꾸어 놓았으며, 단발식 후장 라이플이 주류가 되면서 군용화기로서의 머스킷은 긴 역사를 마감하게 된다.
여담으로 나폴레옹 전쟁에서 가장 유명해진 무기중 하나이다. 하지만 모두가 머스킷을 썼던것은 아니다.장교 나 이상의 계급들은 플린트락 권총을 들고 다니기도 하였다. 그리고 녹건,블런더버스를 들고 다녔다.

## 같이 보기
- 총
- 무기
- 라이플
- 수석총